# 1.º Batalhão Paraquedista (Austrália)
O 1º Batalhão Paraquedista foi um batalhão de infantaria paraquedista do Exército Australiano. Criado para o serviço durante a Segunda Guerra Mundial, foi formado no início de 1943 a partir de voluntários para treinamento aerotransportado. Apesar de alcançar um alto nível de prontidão, o batalhão não entrou em ação durante a guerra e foi dissolvido no início de 1946.

## História
Como o Exército Britânico, a Austrália não tinha capacidade de operações paraquedistas no início da Segunda Guerra Mundial; no entanto, a demonstração da eficácia de tais forças pelos alemães nos estágios iniciais do conflito logo forneceu o ímpeto para seu desenvolvimento. Os esforços para aumentar a capacidade operacional paraquedista no Exército Australiano começaram em novembro de 1942, com 40 voluntários sendo selecionados para treinamento inicial com a recém-formada Unidade de Treinamento de Paraquedistas. Os primeiros lançamentos foram feitas em Tocumwal em Nova Gales do Sul, com os cursos iniciais de paraquedismo consistindo em quatro saltos. Em março de 1943, pessoal suficiente havia sido treinado para que o Exército considerasse a formação de um batalhão completo de paraquedistas. Como resultado, o 1º Batalhão Paraquedista foi criado neste momento na Estação RAAF Richmond, perto de Sydney, Nova Gales do Sul.
Inicialmente, criado em uma escala reduzida de apenas duas companhias de fuzileiros, o pessoal do batalhão era formado principalmente por voluntários de outras unidades do Exército - principalmente as companhias independentes de comandos que haviam sido criadas em 1941-42 para realizar guerra irregular - e, como resultado, a maioria do pessoal do batalhão tinha visto serviço ativo antes de ser aceito. Esses voluntários completaram seu treinamento de paraquedismo com a 1ª Unidade de Treinamento Paraquedista antes de ingressar no batalhão, e após a conclusão de seu treinamento foram qualificados para usarem a boina vermelho bordô, que foi adotada pelo 1º Batalhão Paraquedista como símbolo de seu status de elite. Em abril de 1943, enquanto baseado em Scheyville Farm, o batalhão criou um pelotão de engenheiros. Composto por seis oficiais e 51 praças, o 1º Pelotão Paraquedista, Reais Engenheiros Australianos (1st Troop, Royal Australian Engineers), foi especialmente treinado para realizar trabalhos de demolições clandestinas ao lado das companhias de fuzileiros do batalhão.
Como o batalhão seria a primeira unidade aerotransportada da Austrália, ele exigia treinamento extensivo. Consequentemente, além do treinamento básico de paraquedismo em Richmond, o batalhão também treinou em guerra na selva em Canungra em Queensland. Em setembro de 1943, o Major John Overall, anteriormente da 2/13ª Companhia de Campanha, Reais Engenheiros Australianos (2/13th Field Company, Royal Australian Engineers), foi nomeado oficial comandante. Ao longo deste tempo continuaram os treinos nas demolições, táticas e paraquedismo, e como não foram utilizados pára-quedas de reserva ocorreram várias fatalidades. Uma terceira companhia de fuzileiros foi formada em outubro de 1943 e em janeiro de 1944 o batalhão estava com força total. Após os exercícios de nível de companhia e batalhão, o batalhão foi declarado pronto para operações em maio de 1944 e mudou-se para a pista de pouso de Mareeba, no norte de Queensland. Uma quarta companhia de fuzileiros foi formada em junho de 1944. Em agosto de 1944, o batalhão ganhou seu próprio apoio orgânico de fogo indireto quando foi incorporada a 1ª Bateria de Montanha, Artilharia Real Australiana, qualificada em paraquedismo e equipada com canhões curtos de 25 libras, o Ordnance QF 25-pounder Short.

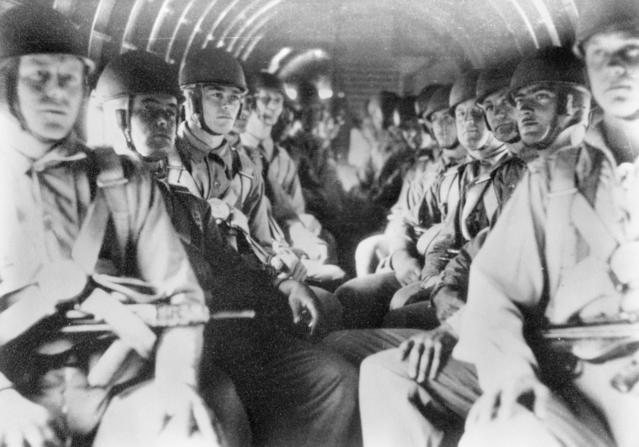
Membros da Companhia "A", 1º Batalhão Paraquedista durante um voo de treinamento em 1944

No final de 1944, o batalhão foi alertado para iniciar os preparativos para operações em Bornéu como parte da campanha de Bornéu. Além de se preparar para operações aerotransportadas, o batalhão também realizou treinamento anfíbio no final de janeiro e início de fevereiro de 1945 como parte de um possível papel no desembarque anfíbio em Balikpapan. O batalhão não foi utilizado nesta operação, no entanto, devido à falta de aeronaves adequadas.  O batalhão exigia entre 24 e 100 transportes C-47 para ser transportado; 24 se fosse lançado em ondas, 100 em uma única largagem. Alguns meses depois, o batalhão foi avisado para se preparar para uma missão de resgate de milhares de prisioneiros aliados mantidos pelos japoneses no Campo de Sandakan, no norte de Bornéu. Esta operação, codinome Operação Kingfisher, foi cancelada de forma controversa e os prisioneiros foram posteriormente mortos pelos japoneses no que posteriormente ficou conhecido como as Marchas da Morte de Sandakn. A decepção de não sedosdobrado e em Bornéu causou frustração significativa dentro do batalhão, com muitos soldados solicitando transferências para outras unidades de infantaria, como a Unidade Especial Z. No entanto, muitos desses pedidos foram negados, pois o batalhão havia sido instruído a se preparar para operar ao lado de paraquedistas britânicos na planejada libertação de Singapura, que ocorreria mais tarde em 1945 como parte das operações Zipper e Mailfit.
A guerra terminou antes que essas operações ocorressem, no entanto, e após a rendição japonesa, o batalhão recebeu ordens de se preparar para se deslocar para Singapura para tarefas de guarnição. Enquanto um grupo avançado de 120 homens chegou a Singapura em 9 de setembro, o resto do batalhão permaneceu na Austrália. A unidade contribuiu com uma guarda de honra para a cerimônia de rendição principal. Depois, mais 75 homens foram enviados para se juntarem a eles e, juntos, essa força realizou tarefas gerais de guarnição e policiamento antes de retornar à Austrália em janeiro de 1946. Ordens foram recebidas para dissolver o batalhão em 29 de janeiro de 1946, e estas foram realizadas no dia seguinte em Sydney.

## Composição
O 1º Batalhão Paraquedista foi organizado com as seguintes subunidades:
- Quartel-General do Batalhão
  - Companhia QG do Batalhão
  - Companhia "A"
  - Companhia "B"
  - Companhia "C" (de outubro de 1943)
  - Companhia "D" (de junho de 1944)[2]
  - 1º Pelotão Paraquedista, Engenheiros Reais Australianos[7]
  - 1ª Bateria de Montanha (de agosto de 1944).[8]